# Митчелл, Саша
Саша Митчелл (англ. Sasha Mitchell, род. 27 июля 1967, Лос-Анджелес, Калифорния, США) — американский актёр, наиболее известный по ролям Джеймса Бомонта в мыльной опере «Даллас» (1989—1991), Коди Ламберта в ситкоме «Шаг за шагом» (1991—1998) и Дэвида Слоуна во второй, третьей и четвёртой частях серии фильмов «Кикбоксер».

## Биография
Саша Митчелл родился в Лос-Анджелесе, Калифорния, в русско-еврейской семье производителя дорогой женской одежды.
Около года он работал моделью, был «лицом» джинсовой линии Кельвина Кляйна. Эту кампанию проводил известный фотограф Брюс Вебер. На пике своей популярности Саша снялся в рекламе Pepsi вместе с Майклом Джексоном.
Впервые на экране Саша появился в телефильме Pleasures 1986 года. В 1987 году последовала роль в картине бывшего каскадёра Терри Леонарда «Смерть превыше бесчестья» о роте морских пехотинцев, спасающих захваченных заложников на Ближнем Востоке. Первую главную роль Митчелл получил в фильме 1988 года «Спайк из Бенсонхерста» режиссёра Пола Моррисси.
В 1989—1991 годах Митчелл играл роль незаконного сына Джей Ар Юинга Джеймса Ричарда Бомонта в мыльной опере «Даллас». После ухода из сериала Саша сыграл свою наиболее известную роль Дэвида Слоуна, в сиквеле «Кикбоксера», получившего название «Кикбоксер 2: Дорога назад». В 1991—1998 годах Митчелл исполнял роль Коди Ламберта в ситкоме «Шаг за шагом».

## Личная жизнь
В 1990 году Митчелл женился на Джанетт Роббинс, в браке родилось четверо детей (три дочери и сын). В 1997 году пара развелась (за семь лет брака неоднократно были случаи, когда к ним на дом приезжала полиция по поводу домашнего насилия). В 2010 году женился на Рейчел Митчелл, в 2015 году пара подала на развод.

## Фильмография
| Год       |     | Русское название                                | Оригинальное название             | Роль                   |
| --------- | --- | ----------------------------------------------- | --------------------------------- | ---------------------- |
| 1986      | тф  | —                                               | Pleasures                         | Антонио                |
| 1986      | с   | Сент-Элсвер                                     | St. Elsewhere                     | Саути                  |
| 1987      | ф   | Смерть превыше бесчестья                        | Death Before Dishonor             | Руджери                |
| 1987      | с   | —                                               | Rags to Riches                    | Герцог                 |
| 1987      | тф  | Ещё не человек                                  | Not Quite Human                   | Брайан Скелли          |
| 1988      | ф   | Спайк из Бенсонхерста                           | Spike of Bensonhurst              | Спайк Фьюмо            |
| 1988—1989 | с   | Арбалет                                         | Crossbow                          | брат Гесслера / парень |
| 1989      | тф  | —                                               | The Flamingo Kid                  | Джеффри Уиллис         |
| 1989      | тф  | Ловушка для родителей: Медовый месяц на Гавайях | Parent Trap: Hawaiian Honeymoon   | Джек                   |
| 1989—1991 | с   | Даллас                                          | Dallas                            | Джеймс Бомонт          |
| 1991      | ф   | Кикбоксер 2: Дорога назад                       | Kickboxer 2: The Road Back        | Дэвид Слоун            |
| 1991—1998 | с   | Шаг за шагом                                    | Step by Step                      | Коди Ламберт           |
| 1992      | ф   | Кикбоксер 3: Искусство войны                    | Kickboxer 3: The Art Of War       | Дэвид Слоун            |
| 1992—1994 | с   | —                                               | ABC TGIF                          | Коди Ламберт           |
| 1994      | ф   | Кикбоксер 4: Агрессор                           | Kickboxer 4: The Aggressor        | Дэвид Слоун            |
| 1994      | ф   | Класс 1999: Новый учитель                       | Class of 1999 II: The Substitute  | Джон Болен             |
| 1994      | тф  | —                                               | ABC Sneak Peek with Step by Step  | Коди Ламберт           |
| 1998      | с   | Лодка любви: Новая волна                        | Love Boat: The Next Wave          | Рон                    |
| 2000      | ф   | Вор всегда вор                                  | Luck of the Draw                  | Бадди                  |
| 2000      | тф  | Так кончается мир                               | This Is How the World Ends        | коп                    |
| 2001      | ф   | Зона криминала                                  | Gangland                          | Дерек                  |
| 2002      | с   | Военно-юридическая служба                       | JAG                               | коммандер Карри        |
| 2003      | ф   | Неудачи                                         | The Failures                      | Отражатель             |
| 2003      | тф  | Секреты Лос-Анджелеса                           | L.A. Confidential                 | н/д                    |
| 2003      | ф   | Дикки Робертс: Звёздный ребёнок                 | Dickie Roberts: Former Child Star | злой водитель          |
| 2004      | ф   | —                                               | Slammed                           | Слэммер                |
| 2004—2005 | с   | Скорая помощь                                   | ER                                | бармен / Патрик        |
| 2005      | с   | Полиция Нью-Йорка                               | NYPD Blue                         | Дэриан Ласаль          |
| 2010      | ф   | Сказки о древней империи                        | Tales of an Ancient Empire        | Родриго                |
| 2015      | кор | —                                               | Frontlines                        | капитан Сэмюелс        |
| 2015      | ф   | Под защитой                                     | EP/Executive Protection           | Иссак                  |
| 2016      | ф   | Люблю вас обоих                                 | I Love You Both                   | Тед                    |
| 2016      | ф   | —                                               | Smoke Filled Lungs                | Питер                  |
| 2016      | ф   | Химик                                           | The Chemist                       | Блейд                  |
| 2018      | кор | —                                               | Father and Father                 | Большой Болди          |
| 2019      | ф   | Родители лёгкого поведения                      | Drunk Parents                     | Шоуп                   |